# João Soares Branco
João Soares Branco (Alcácer do Sal, 1863 — 1928) foi um oficial do Exército Português e político que, entre outras funções de relevo, foi Ministro das Finanças do 58.º e do 60.º governo da Monarquia Constitucional, sendo este o penúltimo dos governos da Monarquia Constitucional Portuguesa.